# 8230 Perona
8230 Perona (1997 TW16) là một tiểu hành tinh vành đai chính được phát hiện ngày 8 tháng 10 năm 1997 by ở Stroncone.